# City of Lusaka FC
City of Lusaka Football Club w skrócie City of Lusaka FC – zambijski klub piłkarski z siedzibą w Lusace, założony w 1937 roku.

## Sukcesy
- I liga[3]:
  - mistrzostwo (1): 1964.

- Puchar Zambii[4]:
  - zwycięstwo (2): 1962, 1964.

## Stadion
Domowe mecze klub rozgrywa na stadionie o nazwie Vodafone Stadium w Lusace, który może pomieścić 15 000 widzów.